# هلائون
هلائون، روستایی از توابع بخش مرکزی شهرستان میناب در استان هرمزگان ایران است.

## جمعیت
این روستا در دهستان کریان قرار دارد و براساس سرشماری مرکز آمار ایران در سال ۱۳۸۵، جمعیت آن ۵۴ نفر (۸خانوار) بوده‌است.